# Referèndum sobre la permanència d'Espanya a l'OTAN
El dimecres, 12 de març de 1986 se celebrà a l'estat espanyol un controvertit referèndum sobre la permanència d'Espanya a l'OTAN, organització a la qual pertanyia des del 30 de maig de 1982. Fou convocat pel govern presidit per Felipe González i hi foren cridats els espanyols majors de 18 anys, als quals se'ls presentava una papereta amb el següent text i pregunta:
| « | El Govern considera convenient, per als interessos nacionals, que Espanya romangui en l'Aliança Atlàntica, i acorda que aquesta permanència s'estableixi en els següents termes: - 1r. La participació d'Espanya en l'Aliança Atlàntica no inclourà la seva incorporació a l'estructura militar integrada. - 2n. Es mantindrà la prohibició d'instal·lar, emmagatzemar o introduir armes nuclears en territori espanyol. - 3r. Es procedirà a la reducció progressiva de la presència militar dels Estats Units a Espanya. Considera convenient per a Espanya romandre en l'Aliança Atlàntica en els termes acordats pel Govern de la Nació? | » |

La consulta va tenir un caràcter consultiu, no vinculant, conforme a l'article 92 de la Constitució Espanyola. El resultat va ser el "sí" a la permanència, gràcies al suport del 52,5% dels votants, enfront del 39,8% que va votar a favor del "no". El "no" va triomfar en totes les províncies de les comunitats autònomes de Catalunya, Navarra, el País Basc i a la província de Las Palmas, a Canàries. La participació va ser del 59,4%.
El president de la plataforma cívica que propugnava el «no» a l'ingrés d'Espanya a l'OTAN fou l'escriptor Antonio Gala.

## Controvèrsia

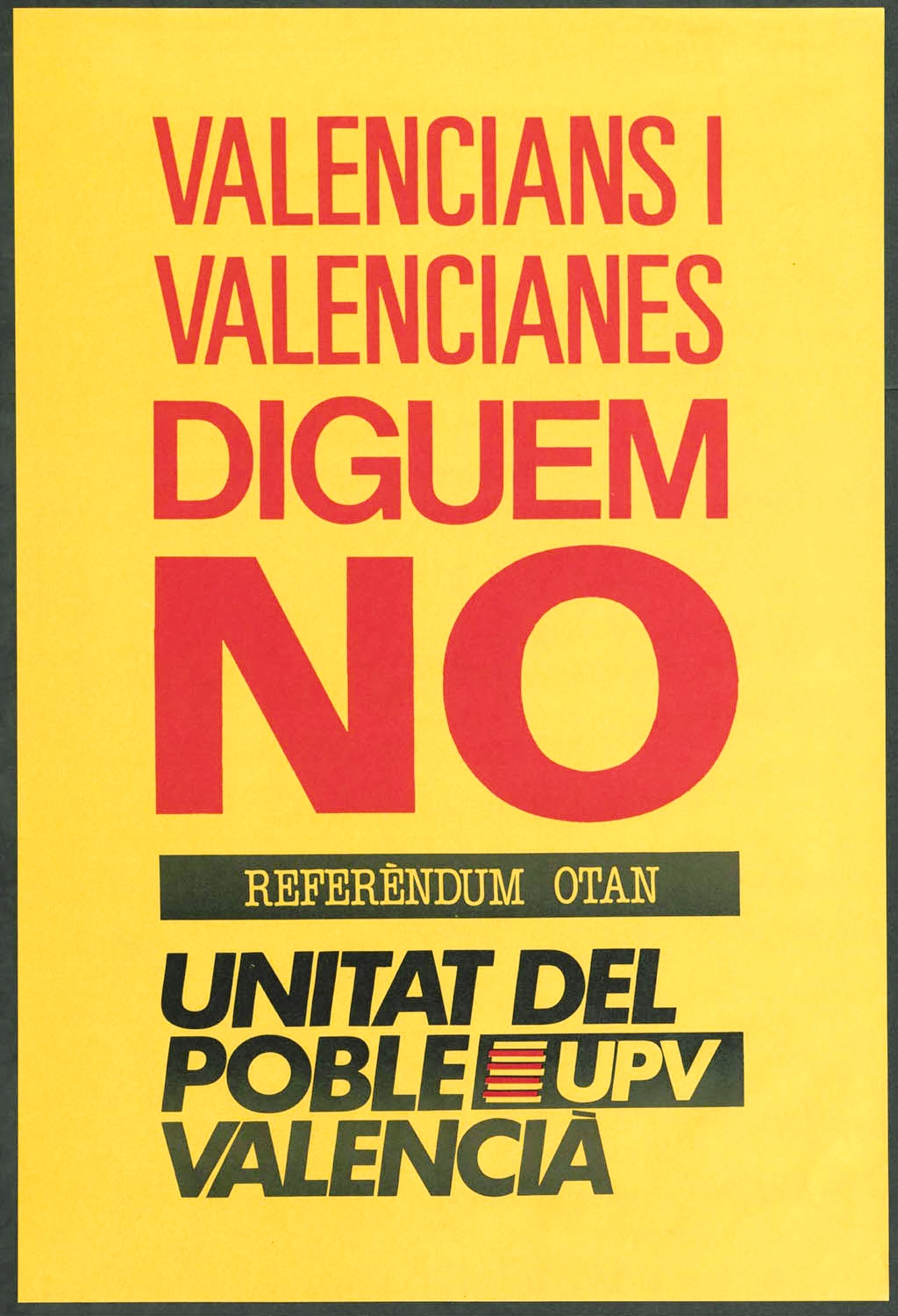
Cartell d'Unitat del Poble Valencià a favor del No.

Un dels motius pels quals aquest referèndum va resultar polèmic va ser el fet que el PSOE s'havia manifestat en contra de la permanència a l'OTAN abans d'entrar al Govern, usant l'eslògan "OTAN, d'entrada no". En el referèndum va proposar el sí. D'altra banda, Coalició Popular, que sempre havia estat partidària de l'entrada a l'OTAN, va recomanar l'abstenció en el referèndum.
Un altre dels motius va ser la redacció de la pregunta, la qual molts van considerar tendenciosa per encaminar als ciutadans cap al "sí".

### Pregunta
La pregunta formulada als votants va ser la següent:
| « | El Govern considera convenient, per als interessos nacionals, que Espanya mantingui la permanència a l'Aliança Atlàntica, i acorda que aquesta permanència se situï en els següents termes: - 1.º La participació d'Espanya a l'Aliança Atlàntica no inclourà la seva incorporació a l'estructura militar integrada. - 2.º Es mantindrà la prohibició d'instal·lar, emmagatzemar o introduir armes nuclears en territori espanyol. - 3.º Es procedirà a la reducció progressiva de la presència militar dels Estats Units a Espanya. Considera convenient per a Espanya pertànyer a l'Aliança Atlàntica en els termes acordats pel Govern de la nació? | » |

## Resultats
- Cens: 29.024.494 electors
- Vots comptabilitzats: 17.246.458 votants (59,42%)
- Vots a favor: 9.054.509 (52,5%)
- Vots en contra: 6.872.421 (39,8%)
- Vots en blanc: 1.127.673 (6,54%)
- Vots nuls: 191.855 (1,11%)

### Resultats per comunitat autònoma
Percentatge modificat, un cop eliminat el vot en blanc.
| Comunitat autònoma | Comunitat autònoma  | Cens       | Participació | Sí        | Sí    | No        | No    |
| Comunitat autònoma | Comunitat autònoma  | Cens       | Participació | Vots      | %     | Vots      | %     |
| ------------------ | ------------------- | ---------- | ------------ | --------- | ----- | --------- | ----- |
|                    | Andalusia           | 4.810.221  | 61,55%       | 1.868.623 | 67,38 | 904.635   | 32,62 |
|                    | Aragó               | 952.361    | 60,17%       | 318.640   | 61,72 | 197.608   | 38,28 |
|                    | Astúries            | 907.599    | 56,36%       | 273.074   | 57,28 | 203.622   | 42,72 |
|                    | Cantàbria           | 402.339    | 59,64%       | 140.251   | 63,96 | 79.031    | 36,04 |
|                    | Castella i Lleó     | 2.071.409  | 56,44%       | 627.633   | 61,54 | 392.251   | 38,46 |
|                    | Castella-La Manxa   | 1.283.563  | 58,30%       | 451.729   | 68,42 | 208.484   | 31,58 |
|                    | Catalunya           | 4.614.731  | 62,80%       | 1.263.416 | 46,28 | 1.466.639 | 53,72 |
|                    | Comunitat de Madrid | 3.591.044  | 60,91%       | 1.135.636 | 56,77 | 864.700   | 43,23 |
|                    | Extremadura         | 823.281    | 61,96%       | 305.219   | 65,79 | 158.723   | 34,21 |
|                    | Galícia             | 2.220.686  | 38,51%       | 465.103   | 59,10 | 321.809   | 40,90 |
|                    | Illes Balears       | 524.710    | 52,03%       | 151.881   | 61,11 | 96.663    | 38,89 |
|                    | Illes Canàries      | 1.003.385  | 55,39%       | 242.015   | 46,31 | 280.639   | 53,69 |
|                    | La Rioja            | 202.523    | 59,97%       | 69.405    | 63,92 | 39.174    | 36,08 |
|                    | Múrcia              | 723.287    | 61,39%       | 254.572   | 62,08 | 155.469   | 37,92 |
|                    | Navarra             | 396.841    | 62,64%       | 99.815    | 43,28 | 130.828   | 56,72 |
|                    | País Basc           | 1.644.108  | 65,41%       | 336.518   | 32,45 | 700.539   | 67,55 |
|                    | País Valencià       | 2.776.354  | 66,33%       | 1.027.648 | 60,73 | 664.465   | 39,27 |
|                    | Total               | 29.024.494 | 59,42%       | 9.054.509 | 56,85 | 6.872.421 | 43,15 |

Font: Ministeri de l'Interior

### Resultats per províncies dels Països Catalans
Percentatge modificat, un cop eliminat el vot en blanc.
|           | Cens      | Votants   | % Participació | Vots Sí   | %   | Vots No   | %   |
| --------- | --------- | --------- | -------------- | --------- | --- | --------- | --- |
| Alacant   | 863.067   | 557.072   | 65%            | 342.336   | 67% | 171.441   | 33% |
| Balears   | 524.710   | 273.021   | 52%            | 151.881   | 61% | 96.663    | 39% |
| Barcelona | 3.558.565 | 2.290.385 | 64%            | 1.006.947 | 46% | 1.160.341 | 54% |
| Castelló  | 336.231   | 220.107   | 65%            | 120.998   | 62% | 75.551    | 38% |
| Girona    | 369.485   | 221.805   | 60%            | 87.078    | 43% | 117.385   | 57% |
| Lleida    | 281.747   | 150.300   | 53%            | 62.729    | 45% | 76.167    | 55% |
| Tarragona | 404.934   | 235.622   | 58%            | 106.662   | 49% | 112.746   | 51% |
| València  | 1.577.056 | 1.064.469 | 67%            | 564.314   | 57% | 417.473   | 43% |
| Total*    | 7.915.795 | 5.012.781 | 63%            | 2.442.945 | 52% | 2.227.767 | 48% |

*(Sense incloure la Franja)